# Willi Wells
Willi Wells, född 21 april 1884 i Danmark, död 11 april 1951, var en dansk revyskådespelare, även verksam i Sverige.

## Filmografi (urval)
- 1935 – Ungkarlspappan
- 1943 – Sjätte skottet
- 1946 – Ballongen
- 1947 – Pappa sökes
- 1949 – Greven från gränden

## Teater

### Roller
| År   | Roll                    | Produktion                                                                    | Regi            | Teater                            |
| ---- | ----------------------- | ----------------------------------------------------------------------------- | --------------- | --------------------------------- |
| 1920 |                         | När katten är borta, revy Doktor Bartholo & Co                                | Carl Engström   | Pallas-Teatern                    |
| 1921 |                         | Alexander den lille - eller låna mej en svärmor, revy Svasse Bergqvist        |                 | Pallas-Teatern                    |
| 1923 |                         | Knutte Knopp, eller Varsågoda: Allt för alla', revy Max Lander och Max Roland | Willi Wells     | Pallas-Teatern                    |
| 1924 |                         | Bättre dag för dag, revy Albin Erlandzon                                      | Willi Wells     | Pallas-Teatern                    |
| 1925 | Filmhjälten Sebastian   | Kannibal-Flirt, revy Albin Erlandzon                                          | Willi Wells     | Södermalmsteatern/ Pallas-Teatern |
| 1925 |                         | Ogifta frun Fräulein Frau Max Niederberger, Heinrich Waldberg och Bruno Hardt | Willi Wells     | Pallas-Teatern/ Södermalmsteatern |
| 1925 | Filmskådespelare Becker | Malmviks Malliga Malena, revy Max Lander och Max Roland                       | Willi Wells     | Pallas-Teatern                    |
| 1925 |                         | Rutigt och randigt, revy Max Lander och Max Roland                            | Willi Wells     | Pallas-Teatern/ Södermalmsteatern |
| 1925 |                         | En orolig bröllopsnatt, revy Gran.                                            | Willi Wells     | Södermalmsteatern                 |
| 1926 | Medverkande             | Trumf i hjärter, revy Max Lander och Max Roland                               | Willi Wells     | Pallas-Teatern                    |
| 1926 | Medverkande             | Amor och kvinnofriden, revy Gran                                              | Willi Wells     | Södermalmsteatern                 |
| 1926 | Medverkande             | Åh, en så'n tös!, revy Gran                                                   | Willi Wells     | Pallas-Teatern                    |
| 1926 | Medverkande             | I fruntimmersveckan, revy Gran                                                | Willi Wells     | Södermalmsteatern                 |
| 1926 |                         | Farliga kvinnor Gran                                                          |                 | Södermalmsteatern                 |
| 1927 |                         | Farliga kvinnor Gran                                                          |                 | Södermalmsteatern                 |
| 1944 | Mr Coleman Fortescue    | Rebecca Daphne du Maurier                                                     | Martha Lundholm | Vasateatern                       |

### Regi
| År   | Produktion                                                     | Upphovsmän                                                                   | Teater                            |
| ---- | -------------------------------------------------------------- | ---------------------------------------------------------------------------- | --------------------------------- |
| 1922 | Tripp, trapp, trull, revy                                      | John Coldén                                                                  | Pallas-Teatern                    |
| 1922 | Alla flickors Carlson, revy                                    | Max Lander och Max Roland                                                    | Pallas-Teatern                    |
| 1923 | En titt i revyboken, eller Stockholm-Göteborg-Stadshuset, revy | Max Lander och Max Roland                                                    | Pallas-Teatern                    |
| 1923 | Hej, Karolina, revy                                            | Edvin Ray                                                                    | Pallas-Teatern                    |
| 1924 | Tjusiga Johansson, revy                                        | Max Lander och Max Roland                                                    | Pallas-Teatern                    |
| 1924 | Bättre dag för dag, revy                                       | Albin Erlandzon                                                              | Pallas-Teatern                    |
| 1924 | Kom till smörgåsbordet, revy                                   | John Botvid                                                                  | Pallas-Teatern                    |
| 1924 | Knutte Knopp, eller Varsågoda: Allt för alla', revy            | Max Lander och Max Roland                                                    | Pallas-Teatern                    |
| 1925 | Kannibal-Flirt, revy                                           | Gran Albin Erlandzon                                                         | Södermalmsteatern/ Pallas-Teatern |
| 1925 | Ogifta frun Fräulein Frau                                      | Max Niederberger, Heinrich Waldberg och Bruno Hardt Översättning Sven Nyblom | Pallas-Teatern                    |
| 1925 | Malmviks Malliga Malena, revy                                  | Max Lander och Max Roland                                                    | Pallas-Teatern                    |
| 1925 | Rutigt och randigt, revy                                       | Max Lander och Max Roland                                                    | Pallas-Teatern/ Södermalmsteatern |
| 1925 | En orolig bröllopsnatt, revy                                   | Gran                                                                         | Södermalmsteatern                 |
| 1926 | Trumf i hjärter, revy                                          | Max Lander och Max Roland                                                    | Pallas-Teatern                    |
| 1926 | Amor och kvinnofriden, revy                                    | Gran                                                                         | Södermalmsteatern                 |
| 1926 | Åh, en så'n tös!, revy                                         | Gran                                                                         | Pallas-Teatern                    |
| 1926 | I fruntimmersveckan, revy                                      |                                                                              | Södermalmsteatern                 |
| 1926 | Kärlek och boxning, revy                                       | Gran                                                                         | Södermalmsteatern                 |
| 1927 | Kärlekskarusellen, revy                                        | Bejve & C:o                                                                  | Södermalmsteatern                 |

### Fotnoter
1. ↑  ”Teaterannons”. Dagens Nyheter:  s. 12. 4 november 1920. https://arkivet.dn.se/tidning/1920-11-04/299/12. Läst 25 september 2020.
2. ↑  ”Teaterannons”. Dagens Nyheter:  s. 11. 24 februari 1921. https://arkivet.dn.se/tidning/1921-02-24/53/11. Läst 25 september 2020.
3. ↑  ”Teaterannons”. Dagens Nyheter:  s. 15. 23 november 1923. https://arkivet.dn.se/tidning/1923-11-23/319/15. Läst 25 september 2020.
4. ↑  ”Teaterannons”. Dagens Nyheter:  s. 15. 17 februari 1924. https://arkivet.dn.se/tidning/1924-02-17/s/15. Läst 25 september 2020.
5. 1 2  ”Teaterannons”. Dagens Nyheter:  s. 11. 18 februari 1925. http://arkivet.dn.se/arkivet/tidning/1925-02-18/47/11. Läst 29 december 2015.
6. ↑  ”Teaterannons”. Dagens Nyheter:  s. 14. 17 april 1925. https://arkivet.dn.se/tidning/1925-04-17/102/14. Läst 25 september 2020.
7. 1 2  ”Teaterannons”. Dagens Nyheter:  s. 20. 13 december 1925. http://arkivet.dn.se/arkivet/tidning/1925-12-13/339/20. Läst 29 december 2015.
8. 1 2  ”Teaterannons”. Dagens Nyheter:  s. 13. 29 augusti 1925. http://arkivet.dn.se/arkivet/tidning/1925-08-29/233/13. Läst 29 december 2015.
9. 1 2  ”Teaterannons”. Dagens Nyheter:  s. 16. 1 oktober 1925. http://arkivet.dn.se/arkivet/tidning/1925-10-01/266/16. Läst 29 december 2015.
10. 1 2  ”Teaterannons”. Dagens Nyheter:  s. 15. 24 oktober 1925. http://arkivet.dn.se/arkivet/tidning/1925-10-24/289/15. Läst 29 december 2015.
11. 1 2  ”Teaterannons”. Dagens Nyheter:  s. 13. 24 januari 1926. http://arkivet.dn.se/arkivet/tidning/1926-01-24/22/13. Läst 29 december 2015.
12. 1 2  ”Teaterannons”. Dagens Nyheter:  s. 12. 20 februari 1926. http://arkivet.dn.se/arkivet/tidning/1926-02-20/49/12. Läst 29 december 2015.
13. 1 2  ”Teaterannons”. Dagens Nyheter:  s. 14. 10 april 1926. http://arkivet.dn.se/arkivet/tidning/1926-04-10/95/14. Läst 29 december 2015.
14. 1 2  ”Teater och Musik”. Dagens Nyheter:  s. 7. 26 augusti 1926. http://arkivet.dn.se/arkivet/tidning/1926-08-26/230/7. Läst 2 augusti 2015.
15. ↑  ”Teaterannons”. Dagens Nyheter:  s. 18. 9 oktober 1926. http://arkivet.dn.se/arkivet/tidning/1926-10-09/274/18. Läst 30 december 2015.
16. ↑  ”Teaterannons”. Dagens Nyheter:  s. 18. 8 maj 1927. http://arkivet.dn.se/arkivet/tidning/1927-05-08/123/16. Läst 30 december 2015.
17. ↑  ”Rebecca”. Musikverket. http://calmview.musikverk.se/CalmView/Record.aspx?src=CalmView.Performance&id=PERF14163&pos=435. Läst 3 maj 2016.
18. ↑  ”Teaterannons”. Dagens Nyheter:  s. 14. 25 november 1926. http://arkivet.dn.se/arkivet/tidning/1926-11-25/321/14. Läst 30 december 2015.
19. ↑  ”Teaterannons”. Dagens Nyheter:  s. 15. 6 april 1927. http://arkivet.dn.se/arkivet/tidning/1927-04-06/93/15. Läst 30 december 2015.